# 施特呂勒肯河
51°13′51.69″N 8°28′59.68″E / 51.2310250°N 8.4832444°E
施特呂勒肯河（德語：Strülleken），是德國的河流，位於該國西部，處於北萊茵-威斯特法倫州，屬於納門洛瑟河的右支流，河道全長1.5公里，流域面積0.9平方公里。